# Артур Клајнман
Артур Клајнман (рођен 11. марта 1941) је амерички психијатар и професор медицинске антропологије и интеркултурне психијатрије на универзитету у Харварду. Најпознатији је због свог рада о менталној болести у кинеској култури. Клајнман је допринео бољем медицинском и антрополошком разумевању синдрома који су културно специфични, односно могу се наћи само у појединим културама, а у свом раду се бавио кинеском и источноазијском културом (као што је Коро). Његова истраживања су показала да код кинеских и источноазијских пацијената постоји много већа вероватноћа да ће се психолошки стрес манифестовати кроз телесне тегобе. Од 1968. Клајман је спроводио истраживање у кинеским друштвима, почев од Тајвана, а од 1978. у Кини на тему депресије, соматизације, епилепсије, шизофреније и суицида, као и других видова насиља. Његови радови се позиционирају на пресеку између јавног здравља и интернационалних проблема као и људске патње, а дотичу се и интеркултурне психијатрије и индивидуалних искустава бола и инвалидитета.
Био је председник одељења за антропологију на Харварду од 2004. до 2007. и тренутно је директор Азијског центра на универзитету у Харварду.

## Образовање
Артур Клајнман је звање доктора медицине стекао на Станфорд Универзитету и мастер из социјалне антропологије на Харварду. Био је и приправник на интерној медицини у медицинској школи у Јејлу, а психијатријску лиценцу општој болници у Масачусетсу.

## Каријера
Клајнман је тренутно на позицији професора антропологије, месту које држи од 2002. године. Од 2004. до 2007. председавао је одељењем за антропологију на Харварду, а од 2008. је председник Харвардског Азијског центра. Десет година је водио одељење социјалне медицине на медицинској школи у Харварду, а од 1993. до 2000. је био професор на том одељењу. Тренутно је професор медицинске антропологије на медицинској школи у Харварду на одељењу за глобално здравље и социјалну медицину и професор психијатрије. Клајнман је 2011. награђен као Харвардски колеџ професор и додељена му је факултетска награда за препознатљивост.
Основао је часопис Култура, медицина и психијатрија 1976. године и био његов главни уредник до 1986. Часопис је наставио да се објављује од стране Бајрона и Мери-Џо Гуда и Питера Гуарнасије.

## Радови
Клајнман је аутор 6 књига и више од 350 чланака, поглавља у књигама, прегледа и увода. Његово можда најпознатије дело је Пацијенти и исцелитељи у културном контексту (1980), праћено књигама Наративи о болести: патња, исцељење и људско стање (1988) и Друштвено порекло стреса и болести: депресија, неурастенија и бол у модерној Кини (1986). Својим приступом покушао је осветли моралну стварност у којој кинески становници живе и на које начине покушавају да се прилагодима изазовима које модерно доба пред њих поставља. Његова најскорија књига Шта је заиста важно се бави начинима на које егзистенцијалне опасности и несигурности обликују морално искуство, религију и етику који су појединцима у савременом друштву врло важни.
Иако психијатар, Клајнман се претежно интересује за културне више него за биолошке аспекте менталног здравља и начине на које култура обликује искуство болести, њен ток, потрагу за стручном помоћи, терапију и бригу о оболелим особама.
Клајнман је уређивао друге радове са другим психијатрима и истраживачима из области менталног здравља и интеркултурне психијатрије, укључујући Пола Фармера, Вину Дас, Маргарет Лок, Мајкла Филипса, Бајрона Гуда, Мери Делвекио Гуд, Цунг-ји Лин и Леона Ајзенберга.
Клајнман је помоћни уредник више од 29 радова, укључујући: Друштвена патња; Култура и депресија; САРС у Кини; Глобална Фармакологија; Субјективност; Етнографска истраживања; Промишљајући глобално здравље: Увод; Култура болести и психијатријска пракса у Африци; Међупоље: Антрополози у филозофији. Такође је помоћни уредник 11 специјалних издања часописа. Клајнман тренутно ради на књизи о пружању неге који су базирани на његовим чланцима објављеним у другим часописима.

## Лични живот
Клајнман је рођен у Њујорку, где је и одрастао. Био је у браку са покојном Џоан Клајнман, која је преминула 2011. и која је била синолог и његов истраживачки сарадник током 45 година. Имају двоје деце, Питера и Ен, и четворо унучади: Габриела, Кендала, Алегру и Клејтона.

## Објављени радови
- Medicine in Chinese cultures : comparative studies of health care in Chinese and other societies: papers and discussions from a conference held in Seattle, Washington, U.S.A., February 1974 / edited by Arthur Kleinman ... [et al.]. -- U.S. Dept. of Health, Education, and Welfare, Public Health Service, National Institutes of Health, 1975.
- Culture and healing in Asian societies : anthropological, psychiatric, and public health studies / edited by Arthur Kleinman ... [et al.]. - - G.K. Hall, 1978
- Normal and abnormal behavior in Chinese culture / edited by Arthur Kleinman and Tsung-yi Lin. -- D. Reidel, 1981. -- (Culture, illness, and healing / editor-in-chief, Arthur Kleinman ; v. 2)
- Patients and healers in the context of culture : an exploration of the borderland between anthropology, medicine, and psychiatry / Arthur Kleinman. -- University of California Press, 1980.
- Culture and depression : studies in the anthropology and cross-cultura l psychiatry of affect and disorder / edited by Arthur Kleinman and Byron Good. -- University of California Press, 1985. --
- Social origins of distress and disease : depression, neurasthenia, and pain in modern China / Kleinman—Yale Univ ersity Press, 1986
- The illness narratives: suffering, healing, and the human condition / Kleinman—Basic Books, 1988
- Rethinking psychiatry : from cultural category to personal experience / Kleinman ; Free Press, (1991)  978-0-02-917441-8
- Social suffering / edited by Kleinman, Veena Das, and Margaret Lock—University of California Press, 1997 & Oxford University Press, 1997
- Writing at the margin : discourse between anthropology and medicine / Kleinman. -- University of California Press, 1995
- What really matters: living a moral life amidst uncertainty and danger / Kleinman—Oxford University Press, 2006. Translated into Chinese: Shanghai Joint Publishing Company, Shanghai, P.R. China, 2007; translated in Chinese: PsyGarden Publishing Company, Taiwan, 2007